# Grenzbefestigungen der Tschechoslowakei im Kalten Krieg
Die Grenzbefestigungen der Tschechoslowakischen Sozialistischen Republik (ČSSR) waren im Kalten Krieg hauptsächlich die Grenzanlagen zur Bundesrepublik Deutschland (Gesamtlänge 356 km) und zur Republik Österreich (Gesamtlänge 453 km). Sie ähnelten der innerdeutschen Grenze auf Seiten der DDR.
Für die Bewachung der tschechoslowakischen Staatsgrenze war während der kommunistischen Herrschaft die paramilitärische Grenztruppe Pohraniční stráž (PS) zuständig. Die vorrangige Aufgabe der zum „Eisernen Vorhang“ gehörenden Grenzbefestigungen lag darin, Fluchten aus den Ostblockstaaten in den Westen zu unterbinden.

## Geschichte

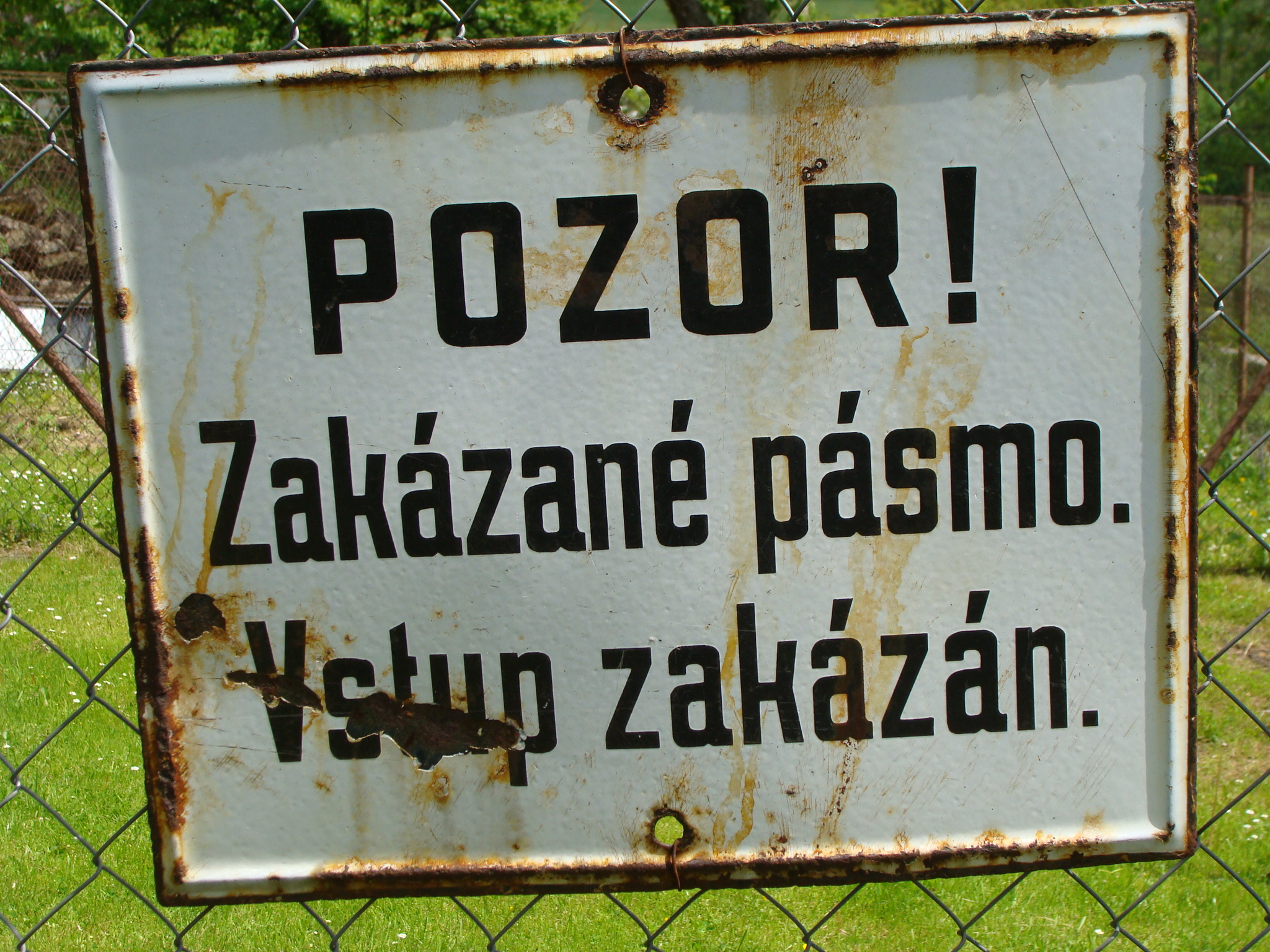
Erhaltenes Warnschild im ehemaligen Sperrgebiet an der Grenze der ČSSR:
Achtung! Sperrgebiet. Zutritt verboten.

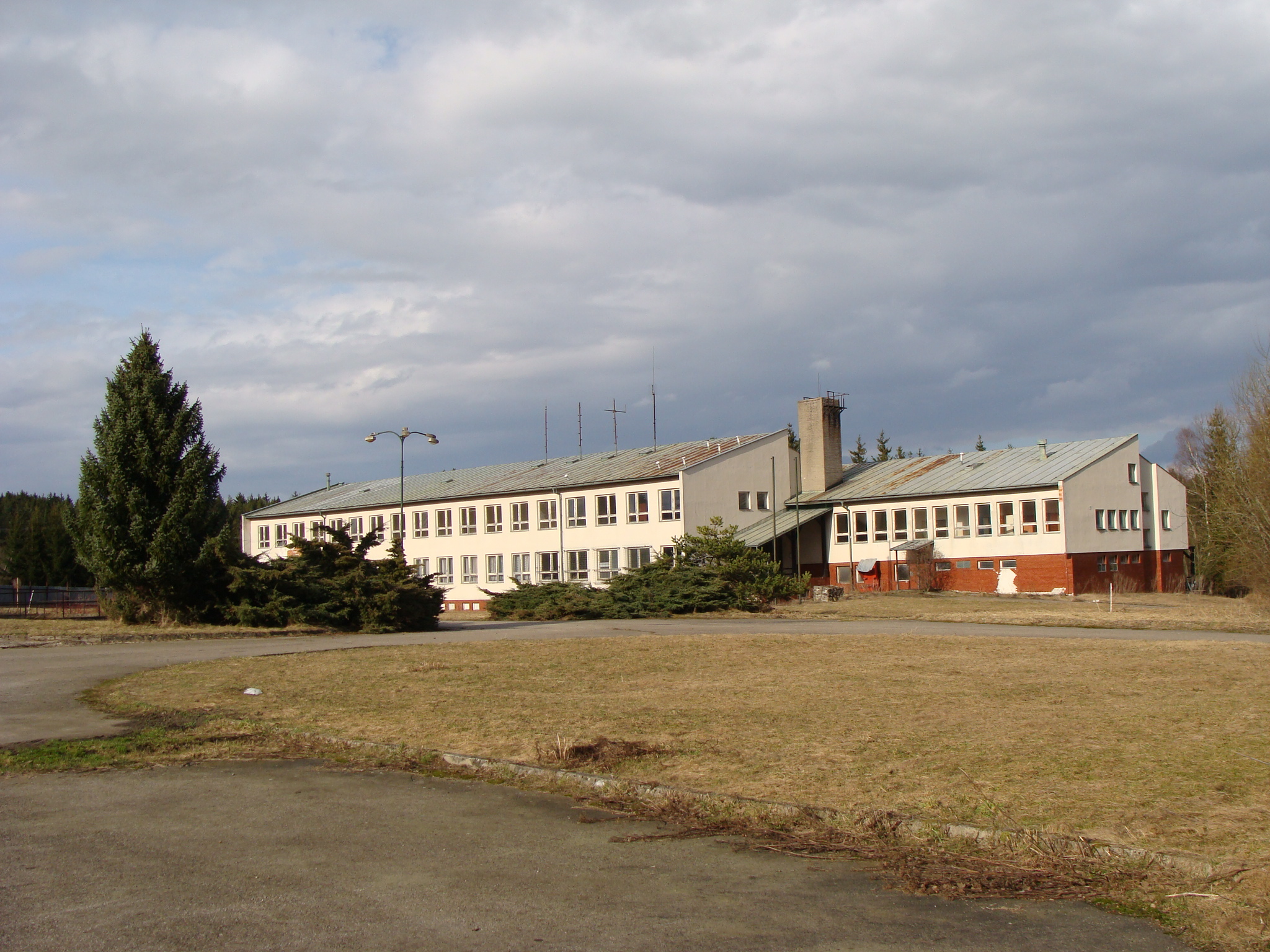
Ehemalige PS-Kaserne bei Staré Město pod Landštejnem (2010)

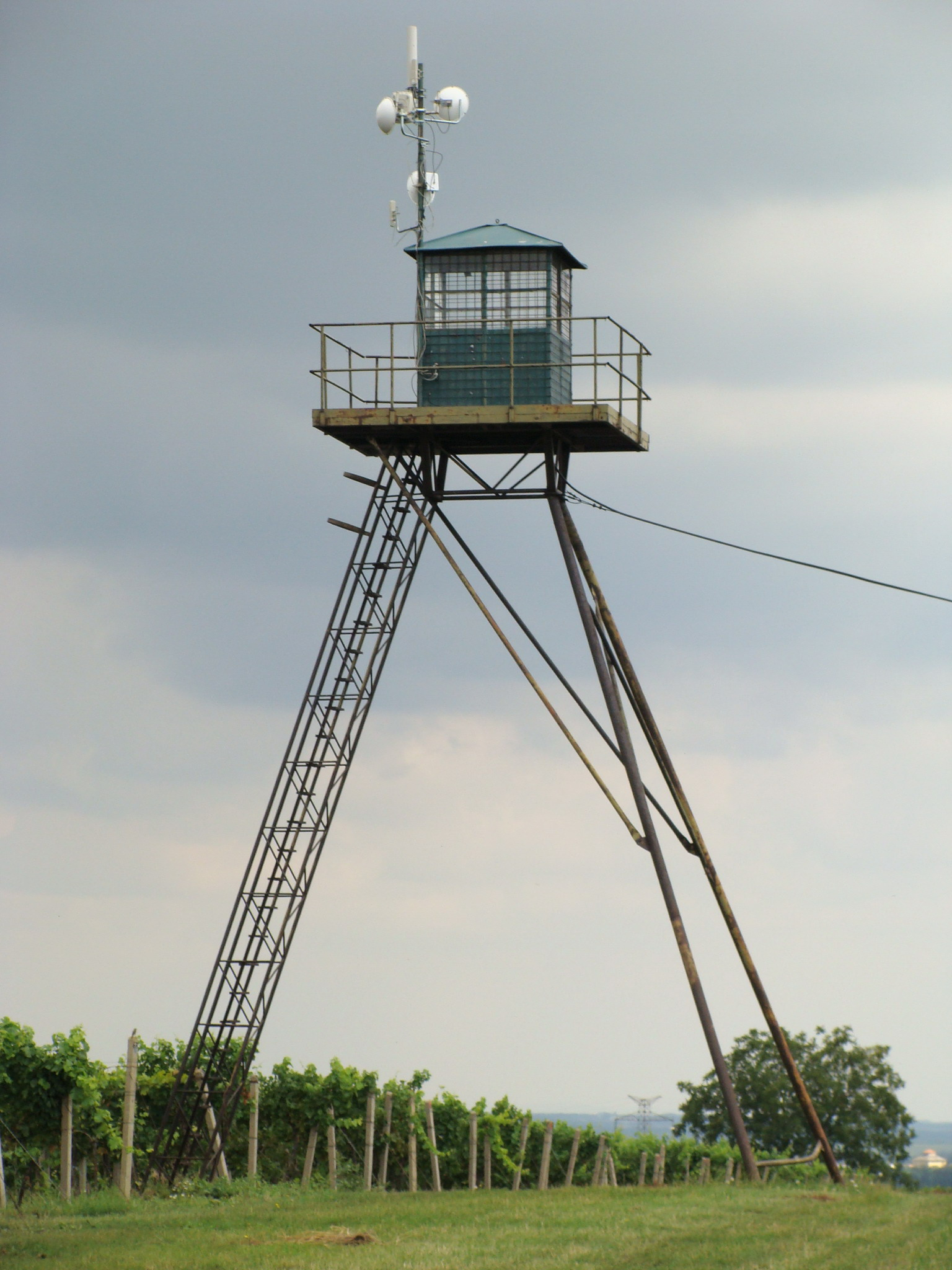
Ehemaliger Wachturm an der tschechisch-österreichischen Grenze bei Hatě (2010)

In den Jahren 1945 und 1946 hatte die Tschechoslowakei auf Grundlage der sogenannten Beneš-Dekrete die Vertreibung und Enteignung der Sudetendeutschen betrieben; diese lebten vor allem in den tschechischen Randgebieten. Die Vertreibung war zwar keine Folge des Ost-West-Konflikts oder der kommunistischen Machtergreifung in der Tschechoslowakei 1948, aber eine wesentliche Voraussetzung zur großräumigen Befestigung der Westgrenzen. Diese waren noch relativ durchlässig, bis das kommunistische Regime (Regierung Antonín Zápotocký) im Jahre 1950 dort Grenzzonen errichtete, die man nur mit Genehmigung betreten durfte.
Verkehrswege in Richtung Westen wurden verbarrikadiert und viele der einst zahlreichen Grenzübergänge geschlossen. Auch wurden Gebäude und ganze Ortschaften abgerissen oder gesprengt. Dies hatte die DDR nach den Zwangsaussiedlungen an der innerdeutschen Grenze ebenfalls praktiziert. Im Mai 1955 unterzeichneten die Hauptsiegermächte des Zweiten Weltkrieges den Staatsvertrag mit Österreich; einige Monate später zogen sie ihre Besatzungstruppen aus Österreich zurück. Im November 1956 wurde der Volksaufstand in Ungarn von sowjetischen Truppen niedergeschlagen; nachfolgend flüchteten viele Ungarn in den Westen. Darum wurde die Überwachung der tschechoslowakischen Westgrenze neu organisiert und massiv verstärkt. Die Anlagen wurden ursprünglich relativ nahe an der Grenzlinie errichtet; nun wurden diese weiter in das Landesinnere versetzt. Dabei achtete man verstärkt darauf, Vorteile des Geländes zu nutzen. Im Rahmen der Operation Grenzstein wurden auch falsche Grenzbefestigungen im Hinterland errichtet, deren Überwindung eingeplant war.
Mitte der 1960er Jahre wurden die Grenzen wieder etwas durchlässiger, vor allem für ČSSR-Bürger, die das Land dauerhaft verlassen wollten (bis Mitte 1968, als Truppen einiger Warschauer-Pakt-Staaten den Prager Frühling niederschlugen). Die Hochspannungszäune entlang der Grenze wurden durch einfache Stacheldrahtzäune ersetzt. Etwa im selben Zeitraum wurde die Organisation der tschechoslowakischen Grenztruppen erneut reformiert. Bis in die 1970er Jahre hinein wurden für die meisten Grenzkompanien modernere Kasernen in Plattenbauweise errichtet.
Im Zuge der Revolutionen im Jahr 1989 war davon auszugehen, dass auch in der ČSSR ein politischer Umbruch bevorstand, der zur Beendigung des Kalten Kriegs führen und letztlich die Grenzbefestigungen zum Westen hin überflüssig machen würde. Anfang November 1989, kurz nach den Geschehnissen in der Prager Botschaft und der einsetzenden Wende in der DDR, überschlugen sich die Ereignisse: Am 1. November hob die DDR wieder die Visumpflicht für die Tschechoslowakei auf, die es kurzfristig gab, und am 3. November waren bereits wieder 5000 Menschen in der Prager Botschaft der Bundesrepublik Deutschland. Noch am selben Abend ließ der stellvertretende Außenminister der ČSSR, Pavel Sadovský, der DDR-Führung ausrichten, dass DDR-Bürger nunmehr ohne Rücksprache mit den DDR-Behörden direkt von der Tschechoslowakei aus in die Bundesrepublik Deutschland ausreisen können. Damit fiel de facto der tschechoslowakische Teil des Eisernen Vorhangs. Gemäß dem geflügelten Wort „Wie geht’s? – Über Prag!“ reisten von nun an bis zur Öffnung der innerdeutschen Grenze am 9. November („Mauerfall“) täglich tausende DDR-Bürger über die ČSSR ungehindert in den Westen aus. Vom 5. bis zum 9. November 1989 waren es laut Berichten des Innenministeriums der ČSSR rund 62.500 DDR-Bürger.
Demonstrationen am 16. November in Bratislava und 17. November in Prag anlässlich des 50. Jahrestages der Sonderaktion Prag leiteten in der ČSSR die Samtene Revolution ein. Am 5. Dezember 1989 wurde damit begonnen, die Sperranlagen zur Republik Österreich bzw. ab dem 11. Dezember auch die Grenzbefestigungen an der Grenze zur Bundesrepublik Deutschland abzubauen.

## Aufbau der Grenzbefestigung

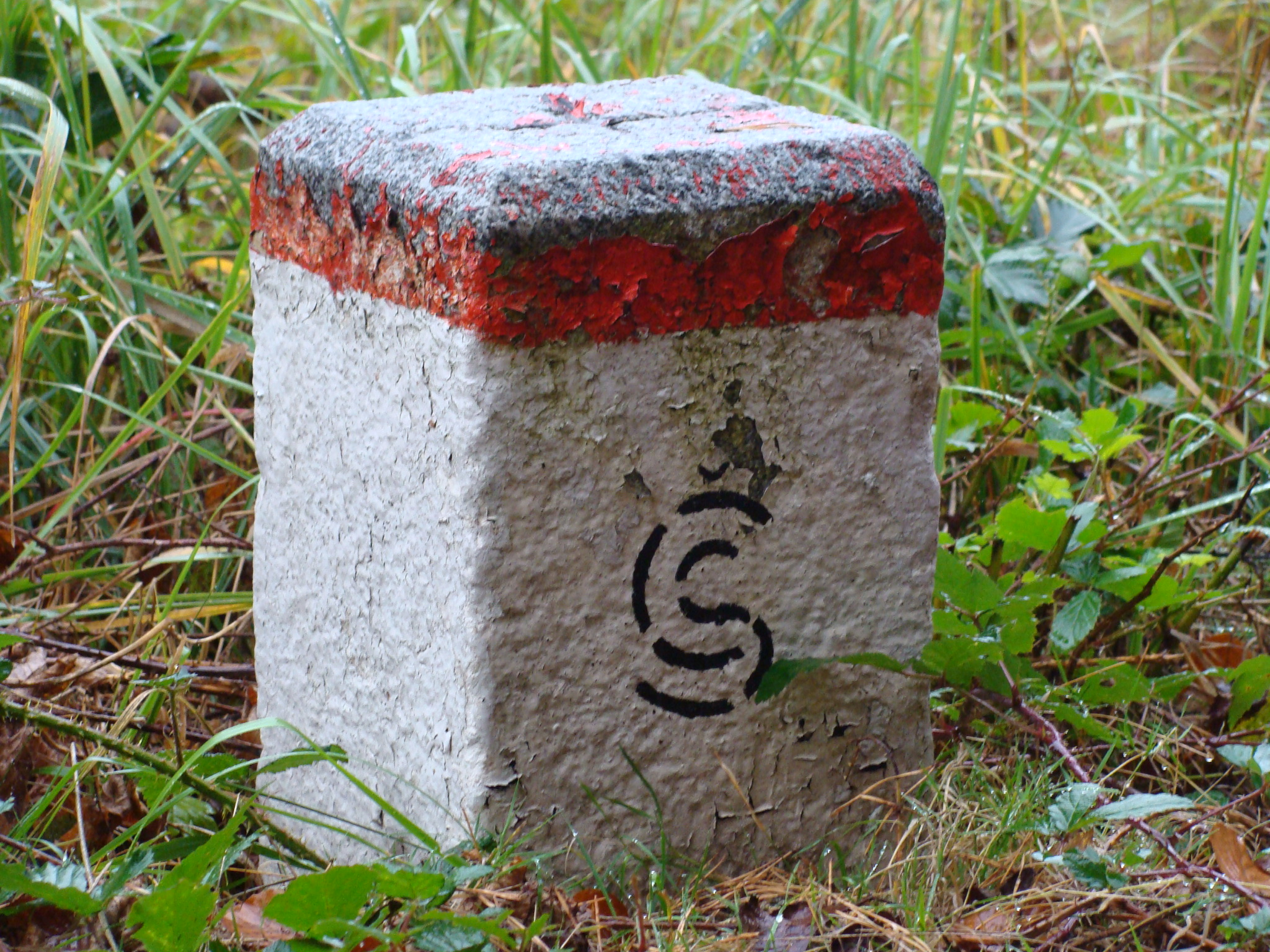
ČSSR-Grenzstein

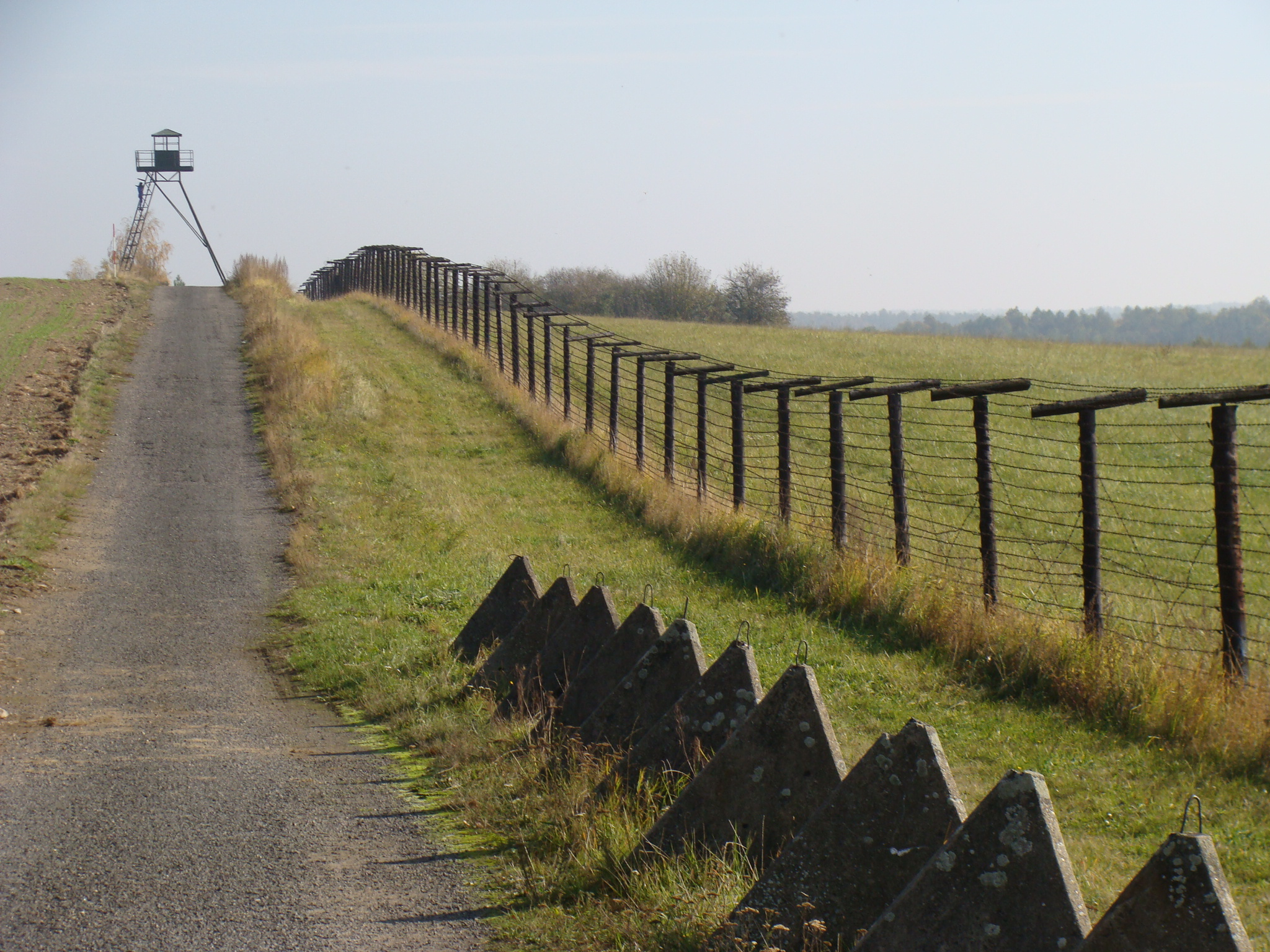
Reste des Grenzzauns bei Čížov (2009)

Die eigentlichen Grenzanlagen bestanden in der Regel aus zwei Zaunreihen. Zwischen ihnen betrug der Abstand mehrere Meter; der landeinwärts verlaufende Zaun (aus Metall) war ursprünglich als Hochspannungszaun mit einer Hochspannung von 5 kV ausgelegt. Der zweireihige Stacheldrahtzaun mit Hochspannungszuführung wurde Mitte der 1960er Jahre durch einen ein- oder zweireihigen einfachen Stacheldrahtzaun mit sogenannten T-Trägern ersetzt. Im Bereich der Zäune wurden später auch Signalminen sowie weitere Sicherungselemente wie etwa Lichtsperren und Infrarotsperrsysteme eingebaut. Zwischen den Zaunreihen gab es auch mit Auslösern von Leuchtraketen verbundene Stolperdrähte; ein mehrere Meter breiter geeggter Streifen („Spurenstreifen“) sollte Spuren möglicher Flüchtlinge sichtbar machen und deren Verfolgung erleichtern. Landeinwärts waren den Grenzbefestigungen bis in die 1980er Jahre hinein zudem Panzersperren und Betonhöckersperren vorgelagert, um Grenzdurchbrüche mit Fahrzeugen zu verhindern.
Vor allem im Zeitraum von 1952 bis 1957 wurden in einigen Grenzabschnitten Landminen verlegt. Die Minen waren dabei in Einer- oder Zweier-Reihen in der Sperre integriert. Eingesetzt wurden Tretminen, Anti-Personen-Minen mit Drahtauslösung bzw. mit elektrischer Auslösung und Minenattrappen.
Der Grenzstreifen wurde von den Grenztruppen auch mittels Wachtürmen kontrolliert, die meist in Sichtkontakt zueinander standen. An der ČSSR-Westgrenze wurden zunächst vorwiegend hölzerne Wachtürme gebaut; im Zuge der Modernisierung der Grenze Mitte der 1960er Jahre wurden sie nach und nach durch Stahlfachwerktürme ersetzt. Die Grenzbefestigung verlief – insbesondere nach 1956 – nicht mehr unmittelbar an der Grenzlinie, sondern überwiegend in einiger Entfernung im Hinterland, die je nach Grenzabschnitt zwischen 100 Metern oder sogar einige Kilometer betragen konnte. So kam es immer wieder vor, dass Wanderer und Spaziergänger aus dem Westen unbeabsichtigt auf tschechoslowakisches Territorium gerieten.
Im „Niemandsland“ zwischen der Grenzlinie und den Sperranlagen befanden sich außerdem sogenannte Alarmstände, die nur bei Alarmauslösung von Grenzsoldaten besetzt wurden. Die Alarmstände befanden sich meist in Sichtweite zu den jeweils benachbarten Alarmständen.

## Verlauf
Von Trojmezí bei Hranice u Aše am Dreiländereck, wo die Grenzanlagen der DDR in jene der ČSSR übergingen, verliefen die Befestigungen zur Bundesrepublik Deutschland quer durch die östlichen Ausläufer des Fichtelgebirges, von hier entlang der äußeren Grenze des Oberpfälzer Waldes und am westlichen Rand des Böhmerwaldes entlang. Somit lag die befestigte Grenze zwischen der ČSSR und der Bundesrepublik Deutschland vor allem gegen Süden in einem weithin unerschlossenen und schwer zugänglichen Gebiet. Ab 1964 waren die tschechoslowakischen Grenztruppen (Pohraniční stráž) an der Grenze zur Bundesrepublik mit der 5. Brigade PS (Cheb), der 9. Brigade PS (Domažlice) und 7. Brigade PS (Sušice) in insgesamt drei Abschnitte eingeteilt. Die 7. Brigade PS übernahm darüber hinaus auch die Überwachung des Grenzstreifens zur Republik Österreich über das Dreiländereck nahe dem Plöckenstein hinaus bis Höhe Vyšší Brod, welcher, am südlichen Rand des Böhmerwalds an der Grenze zum oberösterreichischen Mühlviertel gelegen, ebenfalls durch sehr dünn besiedeltes Gebiet und zum Teil schwer zugängliche Abschnitte verlief.

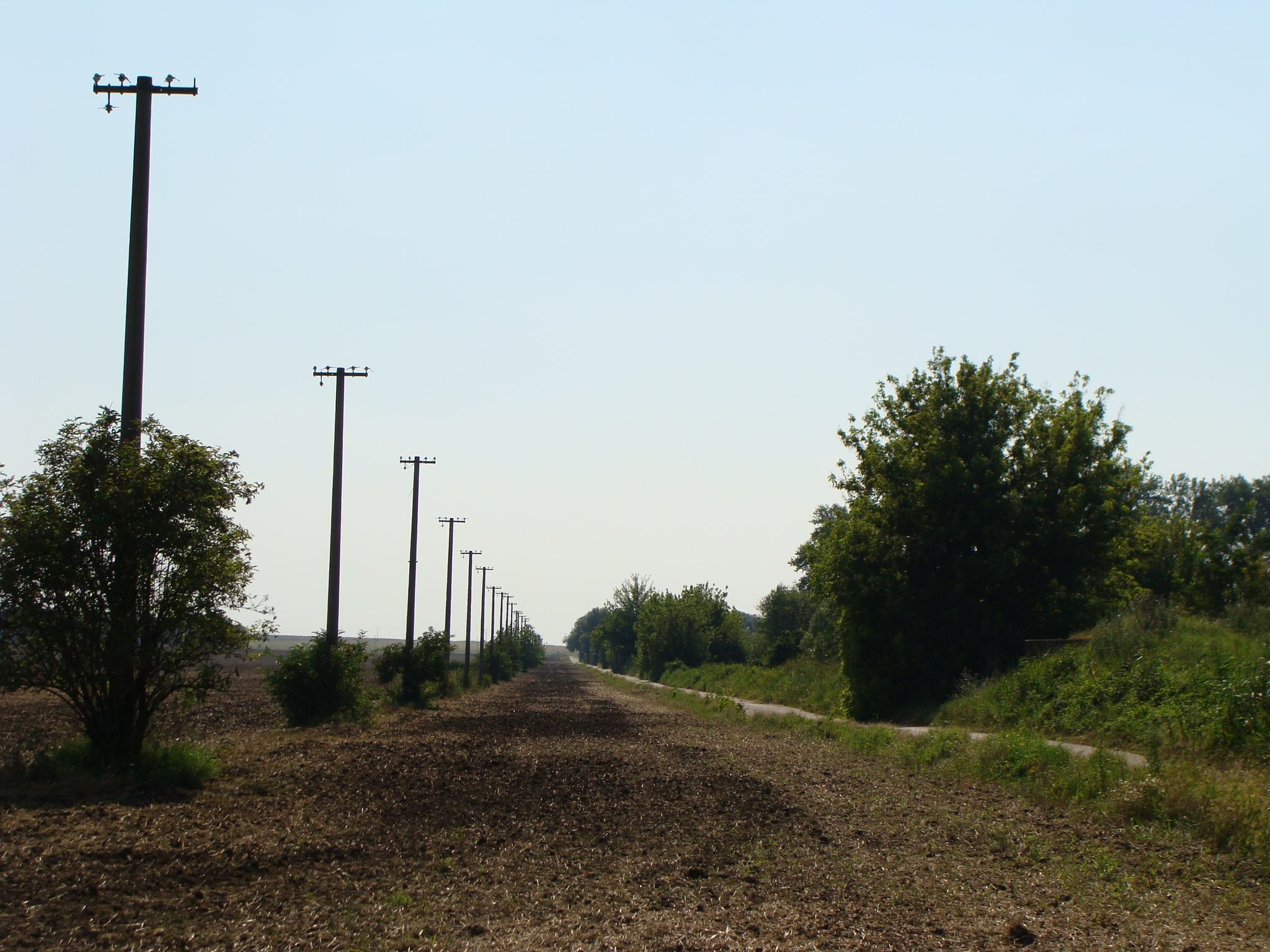
Ehemaliger Grenzstreifen und Kolonnenweg bei Hrušovany nad Jevišovkou (2009)

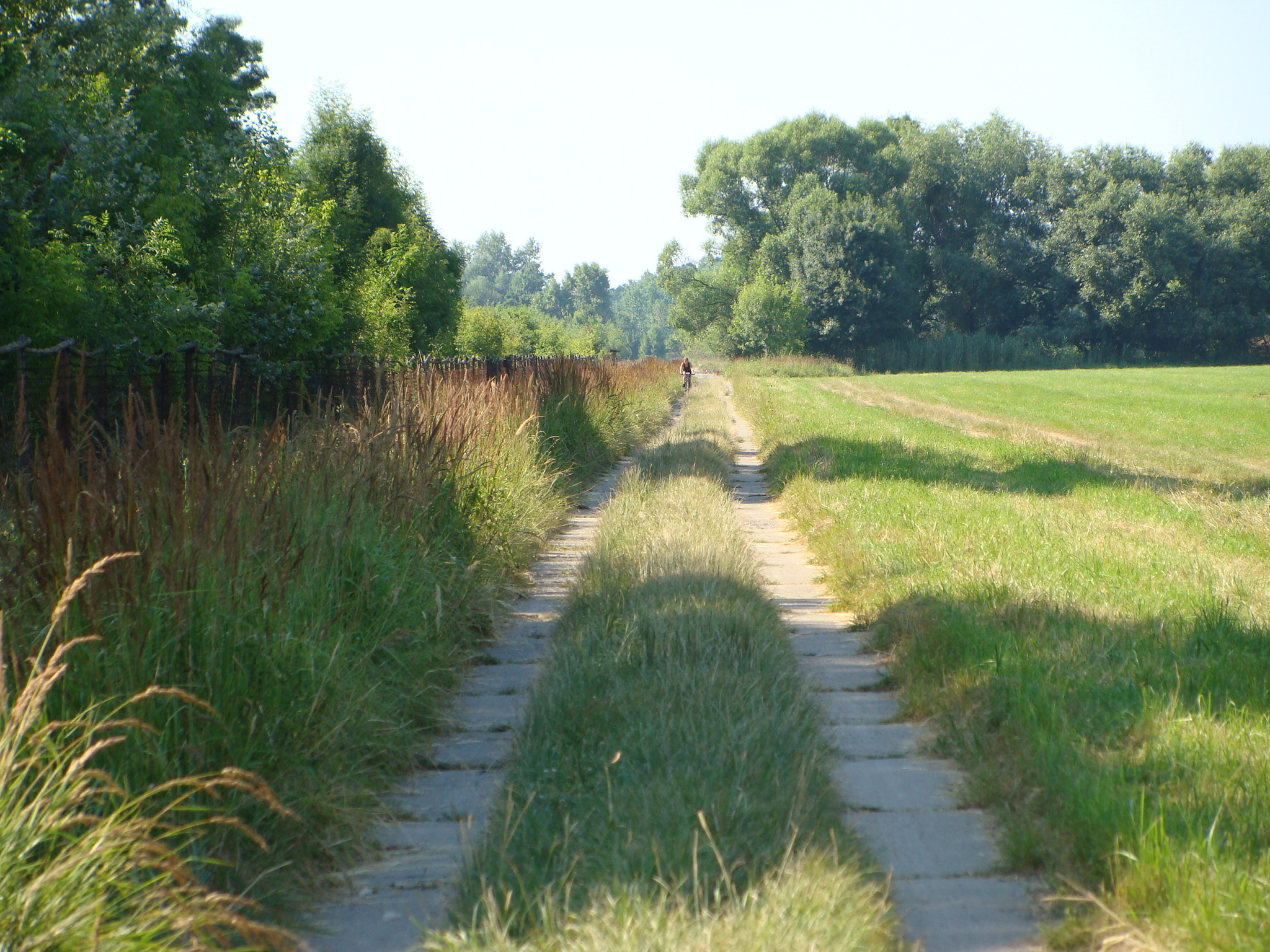
Kolonnenweg (Signálka) und Zaunreste bei Břeclav (2010)

Die Überwachung des Grenzverlaufs ab Vyšší Brod bis auf Höhe der Grenze zwischen der Südböhmischen und Südmährischen Region östlich von Rancířov, welche auch weite Teile der befestigten Grenze zum niederösterreichischen Waldviertel umfasste, übernahm im Anschluss daran die 15. Brigade PS (Budweis). Die 4. Brigade PS (Znojmo) bewachte den östlich davon gelegenen Grenzabschnitt, der die gesamte Südgrenze der Südmährischen Region zum niederösterreichischen Wald- und Weinviertel umfasste und mitten durch den heutigen Nationalpark Thayatal/Národní park Podyjí führte, bis hin zur Mündung der Thaya in die March am heutigen Dreiländereck zwischen Österreich, der Tschechischen Republik und der Slowakei.
Der letzte Grenzabschnitt bis zur ungarischen Grenze bei Rajka, welcher zum Bereich der 11. Brigade PS (Bratislava) gehörte, verlief zunächst entlang der March bis zu deren Mündung in die Donau bei Bratislava und führte insbesondere im Abschnitt südlich der Donau (Bratislavaer Brückenkopf) unmittelbar entlang der Vororte von Bratislava vorbei. Da der Grenzstreifen hier unmittelbar an stark besiedeltem Gebiet mit entsprechend sehr eingeschränkter vorgelagerten Grenzzone vorbeiführte und darüber hinaus von beiden Seiten der Grenze relativ gut eingesehen werden konnte, fanden an diesem Abschnitt gemessen an der Länge überdurchschnittlich viele Fluchtversuche statt. Zur Überwachung der durch die Donau führenden Staatsgrenze setzten die tschechoslowakischen Grenztruppen auch Patrouillenboote ein.
Zwischen der DDR und der ČSSR verlief die grüne Grenze überwiegend entlang des Erzgebirges. Politische Bedeutung erlangte diese Grenze unter anderem im Oktober 1989, als die DDR vorübergehend eine Visumpflicht für Reisen in die ČSSR einführte, um den Zustrom von DDR-Flüchtlingen in die Prager Botschaft einzudämmen. Nun hatten DDR-Grenzsoldaten auch illegale Grenzübertritte in die ČSSR zu unterbinden.

## Grenztote
Schätzungen zufolge starben im Bereich der Grenze der Tschechoslowakei zur Bundesrepublik Deutschland und zur Republik Österreich zwischen Mai 1945 und November 1989 insgesamt mehr als 1000 Menschen.

### Getötete Zivilisten
| Nachgewiesene Grenztote an den Westgrenzen der ČSR/ČSSR nach Herkunftsland zwischen 1948 und 1989 | Nachgewiesene Grenztote an den Westgrenzen der ČSR/ČSSR nach Herkunftsland zwischen 1948 und 1989 | Nachgewiesene Grenztote an den Westgrenzen der ČSR/ČSSR nach Herkunftsland zwischen 1948 und 1989 | Nachgewiesene Grenztote an den Westgrenzen der ČSR/ČSSR nach Herkunftsland zwischen 1948 und 1989 | Nachgewiesene Grenztote an den Westgrenzen der ČSR/ČSSR nach Herkunftsland zwischen 1948 und 1989 |
| Herkunftsland                                                                                     | zur BR Deutschland                                                                                | zu Österreich                                                                                     | zur DDR                                                                                           | Total                                                                                             |
| ------------------------------------------------------------------------------------------------- | ------------------------------------------------------------------------------------------------- | ------------------------------------------------------------------------------------------------- | ------------------------------------------------------------------------------------------------- | ------------------------------------------------------------------------------------------------- |
| ČSSR (ČSR)                                                                                        | 105                                                                                               | 73                                                                                                | 9                                                                                                 | 187                                                                                               |
| Polen                                                                                             | 4                                                                                                 | 25                                                                                                | 0                                                                                                 | 29                                                                                                |
| DDR (SBZ)                                                                                         | 10                                                                                                | 3                                                                                                 | 3                                                                                                 | 16                                                                                                |
| Österreich                                                                                        | 0                                                                                                 | 15                                                                                                | 0                                                                                                 | 15                                                                                                |
| Westdeutschland                                                                                   | 12                                                                                                | 1                                                                                                 | 0                                                                                                 | 13                                                                                                |
| Ungarn                                                                                            | 1                                                                                                 | 6                                                                                                 | 0                                                                                                 | 7                                                                                                 |
| Unbekannt                                                                                         | 5                                                                                                 | 2                                                                                                 | 0                                                                                                 | 7                                                                                                 |
| Jugoslawien                                                                                       | 1                                                                                                 | 3                                                                                                 | 0                                                                                                 | 4                                                                                                 |
| Frankreich                                                                                        | 0                                                                                                 | 1                                                                                                 | 0                                                                                                 | 1                                                                                                 |
| Marokko                                                                                           | 1                                                                                                 | 0                                                                                                 | 0                                                                                                 | 1                                                                                                 |
| Total:                                                                                            | 139                                                                                               | 129                                                                                               | 12                                                                                                | 280                                                                                               |

Dazu zählen geschätzte 390 Zivilisten, die überwiegend beim Fluchtversuch, vereinzelt jedoch auch beim versehentlichen Grenzübertritt oder infolge von Unfällen den Tod fanden. Unklar ist insbesondere die Zahl der Ziviltoten im Zeitraum zwischen Mai 1945 und Januar 1948. Diese Zahl wird je nach Quelle auf zwischen 80 und 110 geschätzt. Diese vergleichsweise hohe Zahl der Getöteten wird vielfach mit dem damals florierenden Schmuggelwesen erklärt. Zudem soll in diesem Zeitraum eine Vielzahl deutschsprachiger Vertriebener versucht haben, illegal in ihre ehemalige Heimat zurückzugelangen, etwa um ihr Eigentum zurückzuerlangen oder um in der Tschechoslowakei verbliebene Verwandte und Freunde zu besuchen.

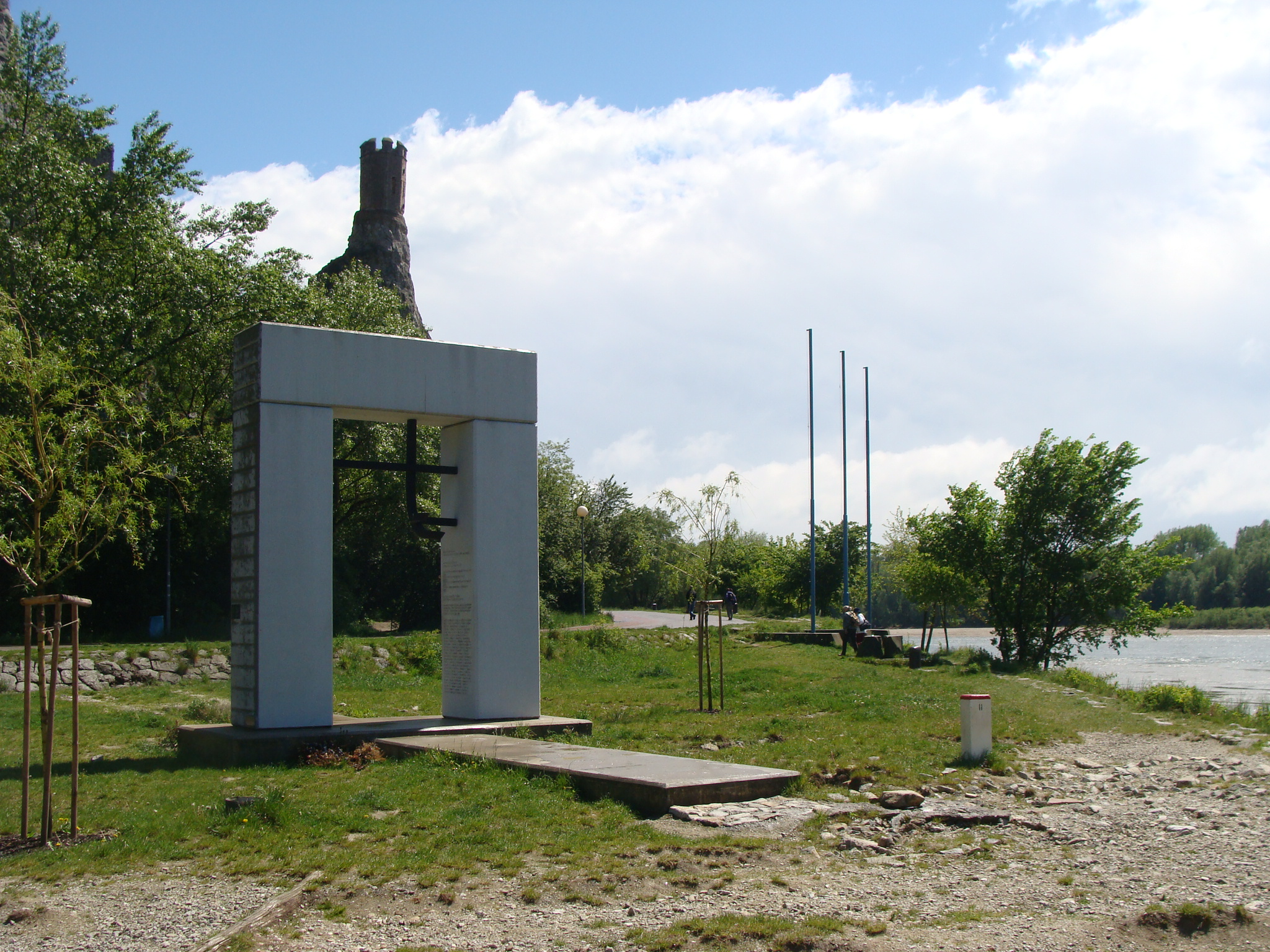
Mahnmal an die Toten der ČSSR-Grenze unterhalb der Burg Devín, Slowakei

Aktenkundig belegt ist, dass entlang der gesamten Länge der tschechoslowakischen Westgrenzen (hier einschließlich der Grenze zur DDR) zwischen Februar 1948 und 1989 insgesamt 280 Personen infolge eines versuchten Grenzübertritts starben; diese Zahl schließt auch fahnenflüchtige Soldaten ein.
Hiervon starben:
- 139 Personen an der Grenze zur Bundesrepublik Deutschland,
- 129 Menschen an der Grenze zu Österreich (davon 40 Personen an der heutigen Grenze der Slowakei) und
- 12 Menschen an der Grenze zur DDR (der letzte aktenkundige Todesfall an diesem Grenzabschnitt ereignete sich im Jahr 1963).[7]

Von den 280 nachweislichen Todesfällen starben:
- 143 Menschen durch Schusswaffengebrauch,
- 95 durch Stromschlag am Hochspannungszaun
- 17 durch Suizid vor der Festnahme
- 11 durch Ertrinken in Grenzgewässern (wobei die Statistik noch mindestens weitere 50 Personen aufweist, deren Ertrinken nicht nachweislich mit einem versuchten Grenzübertritt in Verbindung gebracht werden kann)
- 5 durch Abschuss ihres Flugzeuges bzw. Fluggerätes
- 5 infolge von Unfällen mit Kraftfahrzeugen im Zuge von versuchten Grenzdurchbrüchen
- 2 durch Mineneinwirkung
- 1 vor dem Zugriff durch Grenztruppen an Herzversagen
- 1 wurde bei seinem Fluchtversuch von Wachhunden der Grenztruppen bei lebendigem Leib zerfleischt (Hartmut Tautz, 1986)

### Getötete tschechoslowakische Grenzsoldaten
Ein Großteil der an der tschechoslowakischen Grenze getöteten Personen entfällt auf die tschechoslowakischen Grenztruppen, die zwischen 1948 und 1989 geschätzte 650 Tote in ihren Reihen zu beklagen hatten. Der überwiegende Teil davon starb durch Unfälle (etwa auch Verkehrsunfälle, Schussunfälle, unsachgemäße Manipulation des Hochspannungszaunes, Selbstauslösung von Minen o. ä.); zudem begingen insgesamt 208 Soldaten Suizid. Insgesamt 67 Angehörige der Grenztruppen wurden von Kameraden erschossen. Zwölf Grenzsoldaten wurden von Grenzverletzern getötet.
Ein tschechischer Menschenrechtler vertritt die Ansicht, dass für die Grenztruppe bevorzugt Kinder von Parteimitgliedern rekrutiert worden waren, welche leichter indoktrinierbar gewesen seien.

### Getötete deutsche Grenzbeamte
Zwischen 1945 und 1989 starben insgesamt drei bundesdeutsche Zoll- bzw. Grenzschutzbeamte an der Grenze der Bundesrepublik Deutschland zur ČSSR. Darüber hinaus wurde im selben Zeitraum mindestens ein Soldat der Grenztruppen der DDR an der Grenze der DDR zur ČSSR getötet.
Bekannte Fälle:
- Georg Nirschl, ein Zollassistent, wurde am 5. Juli 1951 an der Grünsteigbrücke nahe Pfeiffermühle bei Hohenberg an der Eger von einem 9 mm Geschoss tödlich getroffen. Der Eintrag im Journalbuch der tschechoslowakischen Grenztruppen legt nahe, dass Nirschl und sein Kollege tschechoslowakische Grenzsoldaten bei der letztlich missglückten Einschleusung zweier Agenten in die ČSSR überrascht hatten.[13][14]
- Alois Huber, ein bayerischer Grenzschutzbeamter, wurde am 17. November 1953 an der Grenze bei Untergrafenried (Gemeinde Waldmünchen, Landkreis Cham) mutmaßlich von tschechoslowakischen Grenzsoldaten erschossen. Zwei Spaziergängern zufolge, die die Tat zufällig beobachteten, wollten die Grenzsoldaten offenbar auf der Jagd nach illegalen Holzfällern im Grenzbereich die von ihrem eigenen Wachturm uneinsehbare Postenhütte auf der deutschen Seite inspizieren. Die Soldaten wurden dabei vermutlich von Huber gestellt, worauf diese Huber mit ihren Maschinenpistolen tödlich verwundeten und zurück auf die tschechoslowakische Seite flohen. Die tschechoslowakischen Grenztruppen stritten in weiterer Folge jegliche Beteiligung ihrer Organe an dem Vorfall ab und behaupteten, zum besagten Zeitpunkt habe kein Streifengang stattgefunden.[15] Diese Darstellung wird jedoch durch den zu diesem Vorfall gemachten Aktenvermerk widerlegt.[13]